# 최진희 (기업인)
최진희(1968년 11월 9일 - )는 대한민국의 기업인이다. 현재 CJ ENM 부사장과 스튜디오드래곤 대표이사 사장을 역임하고 있다.

## 출신 학교
- 성신여자대학교 인문대학 불어불문학과 학사
- INSEEC 경영대학 광고마케팅 학사

## 경력
- 1993년 ~ ????년 : 덴쓰 영앤드루비컴 광고 제작자
- 대우 영상사업단
- 온미디어 콘텐츠 구매팀장
- CJ E&M 콘텐츠사업 본부장
- CJ E&M 드라마사업 본부장
- 2016년 5월 3일 ~ 2020년 7월 17일 : 스튜디오드래곤 대표이사 사장
- 2019년 12월 30일 ~ 2021년 11월 : CJ ENM 부사장
- 2020년 7월 17일 ~ 2021년 11월 : CJ ENM 영화·드라마 총괄 겸 영화사업본부장
- 2021년 12월 ~ : 이매지너스 대표

## 드라마 작품

### CJ ENM

#### 제작
- SBS 괜찮아, 사랑이야
- KBS2 너를 기억해
- 후난 TV 상애천사천년
- VTV Forever Young 1
- TVING 어른연습생

#### 기획

##### tvN
- 이웃집 꽃미남
- 나인: 아홉 번의 시간여행
- 연애조작단; 시라노
- 미친 사랑
- 우와한 녀
- 가족의 비밀
- 응급남녀
- 갑동이
- 연애 말고 결혼
- 미생
- 하트 투 하트
- 슈퍼대디 열
- 구여친클럽
- 오 나의 귀신님
- 두번째 스무살
- 호구의 사랑
- 신분을 숨겨라
- 풍선껌
- 울지 않는 새
- 치즈인더트랩
- 피리부는 사나이
- 시그널
- 기억
- 산후조리원
- 마우스

##### OCN
- 뱀파이어 검사 2
- 더 바이러스
- 특수사건 전담반 TEN 2
- 귀신 보는 형사 처용
- 귀신 보는 형사 처용 2
- 뱀파이어 탐정

### 스튜디오드래곤

#### 제작
- OCN 38사기동대
- tvN 디어 마이 프렌즈
- tvN 굿 와이프
- tvN 또! 오해영
- KBS2 공항 가는 길
- 후난 TV 상애천사천년 2: 달빛 아래의 교환
- MBC TV 캐리어를 끄는 여자
- SBS 푸른 바다의 전설
- tvN 안투라지
- tvN 써클: 이어진 두 세계
- tvN 드라마 스테이지
- OCN 손 the guest
- OCN 모두의 거짓말
- NETFLIX 나 홀로 그대
- SBS 더 킹 : 영원의 군주
- NETFLIX 스위트홈

#### 기획

##### tvN
- 싸우자 귀신아
- 신데렐라와 네 명의 기사
- THE K2
- 쓸쓸하고 찬란하神 - 도깨비
- 시카고 타자기
- 내성적인 보스
- 화유기
- 내일 그대와
- 그녀는 거짓말을 너무 사랑해
- 비밀의 숲
- 하백의 신부 2017
- 크리미널 마인드
- 명불허전
- 아르곤
- 변혁의 사랑
- 이번 생은 처음이라
- 부암동 복수자들
- 세상에서 가장 아름다운 이별
- 미스터 션샤인
- 나의 아저씨
- 하늘에서 내리는 일억 개의 별
- 마더
- 라이브
- 크로스
- 멈추고 싶은 순간 : 어바웃 타임
- 김비서가 왜 그럴까
- 무법 변호사
- 아는 와이프
- 알함브라 궁전의 추억
- 백일의 낭군님
- 나인룸
- 계룡선녀전
- 남자친구
- 로맨스는 별책부록
- 왕이 된 남자
- 진심이 닿다
- 자백
- 그녀의 사생활
- 60일, 지정생존자
- 아스달 연대기
- 검색어를 입력하세요 WWW
- 날 녹여주오
- 위대한 쇼
- 사랑의 불시착
- 사이코메트리 그녀석
- 어비스
- 호텔 델루나
- 청일전자 미쓰리
- 유령을 잡아라
- 블랙독
- 머니게임
- 하이바이, 마마!
- 반의 반
- 방법
- 메모리스트
- 화양연화
- (아는 건 별로 없지만) 가족입니다
- 오 마이 베이비
- 사이코지만 괜찮아

##### OCN
- 보이스
- 터널
- 듀얼
- 구해줘
- 블랙
- 나쁜 녀석들 : 악의 도시
- 작은 신의 아이들
- 미스트리스
- 라이프 온 마스
- 보이스 2
- 플레이어
- 프리스트
- 신의 퀴즈: 리부트
- 빙의
- 킬잇
- 보이스 3
- 구해줘 2
- 미스터 기간제
- 달리는 조사관
- 왓쳐
- 루갈
- 본 대로 말하라
- 트레인

##### Olive
- 은주의 방